# Etta Banda
Etta Elizabeth Banda – malawijska polityk.
Studiowała pielęgniarstwo na Boston University. Doktorat uzyskała na University of Maryland. Współpracowała z Henry Keiser Family Foundation, zajmując się sprawami służby zdrowia. W 2009 dostała się do Zgromadzenia Narodowego. Od 17 czerwca 2009 do 2011 pełniła funkcję ministra spraw zagranicznych w rządzie prezydenta Bingu wa Mutharika.